# باشگاه فوتبال لانوس
 باشگاه فوتبال لانوس  (به اسپانیایی: Club Atlético Lanús) یک باشگاه فوتبال در شهر لانوس کشور آرژانتین می‌باشد که در لیگ برتر فوتبال آرژانتین بازی می‌کند.
این باشگاه در تاریخ ۳ ژانویه ۱۹۱۵ تأسیس شده‌است.